# Gezicht op de Gouden Bocht in de Herengracht
Gezicht op de Gouden Bocht in de Herengracht, ook Gezicht op de Gouden Bocht in de Herengracht vanuit het oosten en De Gouden Bocht in de Herengracht in Amsterdam vanuit het oosten is een schilderij uit 1671-1672 van de Noord-Nederlandse schilder Gerrit Adriaensz. Berckheyde dat sinds oktober 1980 toebehoort aan het Rijksmuseum Amsterdam.

## Voorstelling
Het stelt de in aanbouw zijnde Herengracht in Amsterdam voor tussen de Leidsestraat en de Vijzelstraat, gezien vanaf de brug in de Vijzelstraat. Vanwege de knik die deze gracht hier maakt en de grote concentratie van chique, vaak dubbele koopmanswoningen of herenhuizen wordt dit gedeelte van de Herengracht van oudsher de Gouden Bocht genoemd. De Gouden Bocht ontstond na 1663, voor het overgrote deel tussen 1667 en 1672, tijdens de Vierde Uitleg van Amsterdam. Omdat de percelen hier relatief diep waren, vestigde zich hier de elite van Amsterdam. Op het schilderij van Berckheyde is goed te zien hoe de straatwanden nog onvoltooid zijn. Links en rechts zijn zes onbebouwde kavels te zien: Herengracht 452, 454, 460, 464, 503 en 505. Ook bomen ontbreken, die wel op de tekeningen zijn te zien. Men houdt er rekening mee dat Berckheyde deze bomen opzettelijk heeft weggelaten.

## Serie

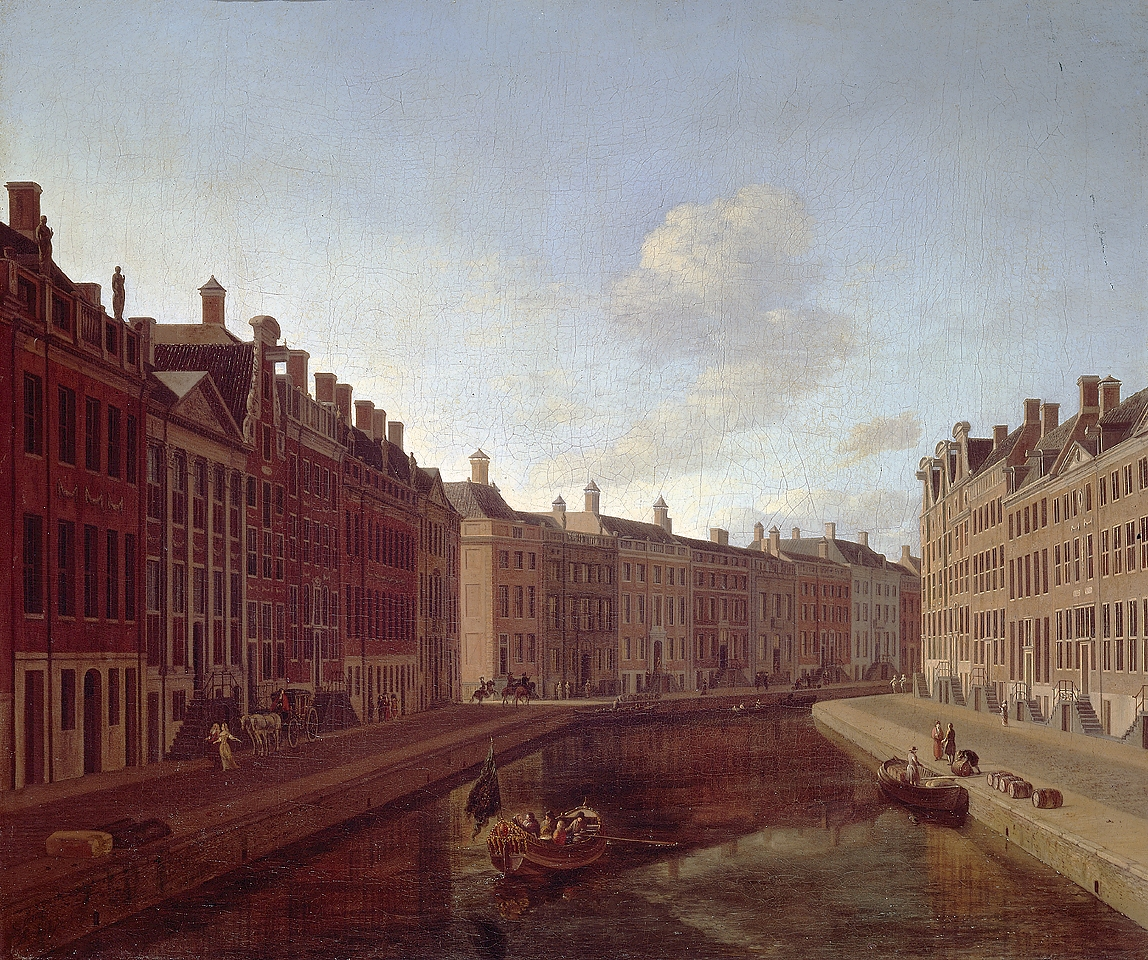
De bocht van de Herengracht te Amsterdam, 1685.

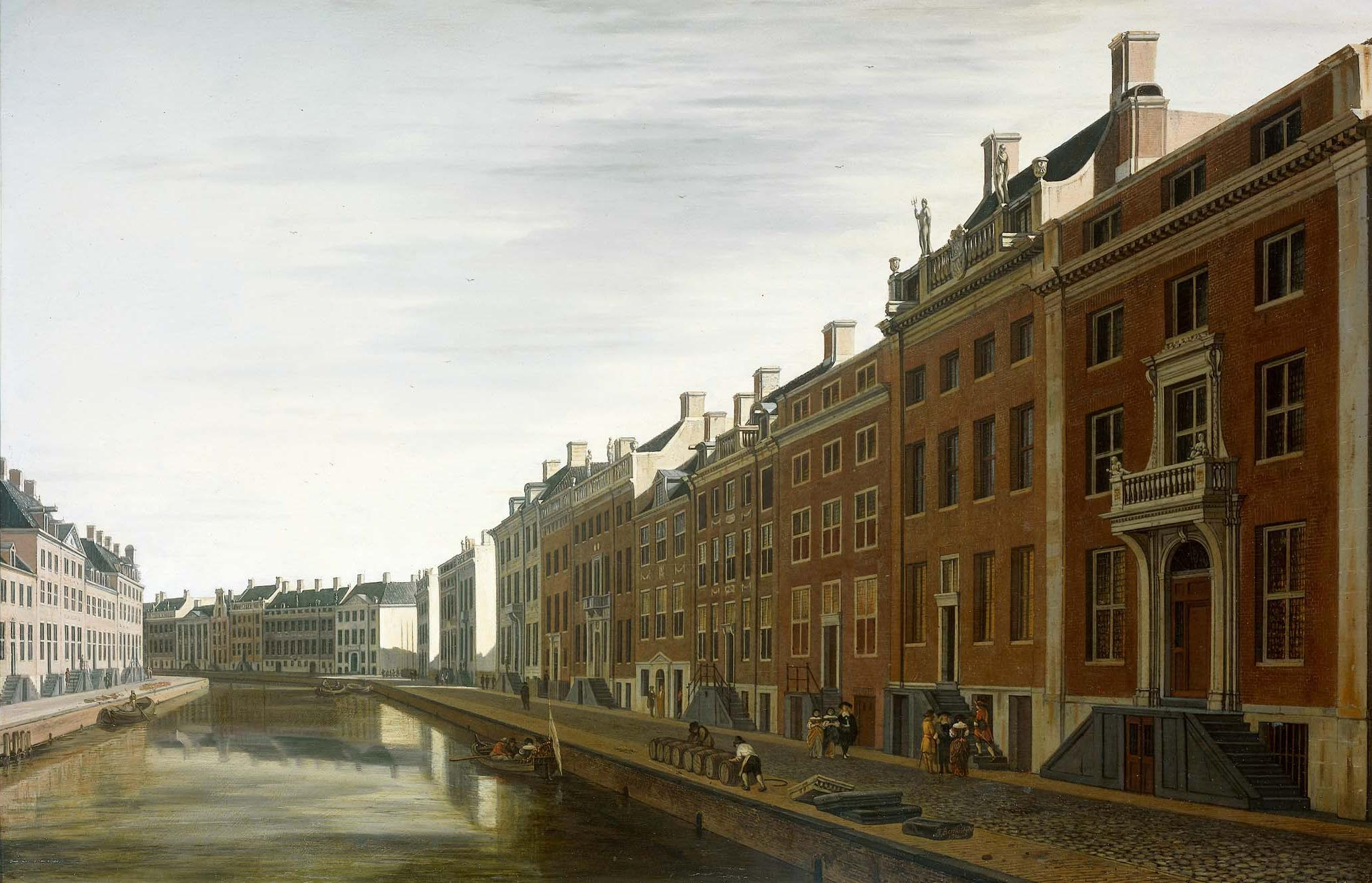
De bocht van de Herengracht bij de Nieuwe Spiegelstraat te Amsterdam, 1672.

Berckheyde heeft de Gouden Bocht twee keer getekend en vier keer geschilderd. De tekeningen zijn vermoedelijk voorstudies en zijn eigendom van het stadsarchief van Amsterdam. Drie schilderijen van deze serie zijn in het bezit van het Rijksmuseum, en zijn afgebeeld op deze pagina, de vierde bevindt zich in de Collectie Six. Afgaande op het aantal onbebouwde kavels is Gezicht op de Gouden Bocht in de Herengracht de oudste. Van de vier schilderijen zijn er twee gedateerd: 1672 en 1685. Op het exemplaar uit 1685 zijn de straatwanden geheel volgebouwd, alhoewel Herengracht 464 pas in 1689 tot stand is gekomen. Op het tweede schilderij uit 1672 (3e afbeelding) zijn een aantal kavels onbebouwd, en drie steigerpalen te zien. Men gaat ervan uit dat het (eerste) schilderij Gezicht op de Gouden Bocht in de Herengracht niet langer dan een jaar daarvoor tot stand moet zijn gekomen. Het vierde, uit de Collectie Six, is qua voorstelling bijna identiek aan De bocht van de Herengracht bij de Nieuwe Spiegelstraat te Amsterdam, maar de aankleding is anders. Zo is er aan de bovenkant een grotere wolkenpartij te zien. 

## Herkomst
Het werk is mogelijk in het bezit geweest van de Engelse effectenhandelaar en kunstverzamelaar Sir William Cuthbert Quilter, 1st Bt. (1841-1911), die zijn fortuin besteedde aan kunst en zijn landgoed Bawdsey Manor in Suffolk. Vanaf omstreeks 1966 was het in het bezit van zijn nakomeling, John Quilter, die afwisselend in Londen en Ramsholt, eveneens in Suffolk, woonde. Daarna kwam het in handen van kunsthandel Gooden & Fox in Londen, die het verkocht aan een onbekende verzamelaar in het Verenigd Koninkrijk. De erfgename(n) van deze verzamelaar lieten het op 10 juli 2002 in Londen veilen bij veilinghuis Sotheby's. Koper was de Nederlandse belegger Louis Reijtenbagh waardoor het een deel werd van de Kunstverzameling Reijtenbagh. Reijtenbach bood het werk in oktober 2008 te koop aan, aan het Rijksmuseum Amsterdam. Het Rijksmuseum wist het in oktober van dat jaar dankzij een donatie van Royal Dutch Shell aan het Nationaal Fonds Kunstbezit en de Bankgiro Loterij toe te voegen aan zijn collectie schilderijen.

## Claim
De aankoop van het Rijksmuseum werd begin april 2009 aangevochten door de Amerikaanse bank JP Morgan Chase aan wie het schilderij in onderpand zou zijn gegeven. Op dat moment hing het doek op een tentoonstelling in de National Gallery of Art in Washington. Uit stukken van de rechtbank in New York is gebleken dat Reijtenbagh tientallen schilderijen van onder andere Picasso, Modigliani, Monet en Rembrandt in onderpand had gegeven in ruil voor een lening van $50 miljoen. Reijtenbagh zou op dat moment een betalingsachterstand hebben van $24 miljoen.